# Jobb ma egy zsaru, mint holnap kettő
A Jobb ma egy zsaru, mint holnap kettő (eredeti cím: The Hard Way) 1991-es amerikai akció-filmvígjáték, melyet John Badham rendezett. A főbb szerepekben Michael J. Fox, James Woods, Stephen Lang és Annabella Sciorra látható.
1991. március 8-án mutatták be az Amerikai Egyesült Államokban.

## Cselekmény
Egy szerep után kutató akciófilmsztárnak megadatik, hogy egy keménykötésű New York-i rendőrrel tartson, aki felszínesnek és irritálónak találja őt.

## Szereplők
| Színész           | Szerep                | Magyar hang      |
| ----------------- | --------------------- | ---------------- |
| Michael J. Fox    | Nick Lang             | Gyabronka József |
| James Woods       | John Moss hadnagy     | Szakácsi Sándor  |
| Stephen Lang      | Partitörő, a Kaméleon | Vass Gábor       |
| Annabella Sciorra | Susan                 | Vándor Éva       |
| John Capodice     | Grainy nyomozó        | Kristóf Tibor    |
| Delroy Lindo      | Brix kapitány         | Ujlaki Dénes     |
| Luis Guzmán       | Benny Pooley nyomozó  | Gesztesi Károly  |
| LL Cool J         | Billy nyomozó         | Hankó Attila     |
| Mary Mara         | China nyomozó         | Tóth Éva         |
| Penny Marshall    | Angie                 | Tóth Judit       |
| Christina Ricci   | Bonnie                | Vicsek Eszter    |
| Kathy Najimy      | Friday                |                  |
| Lewis Black       | bankár                |                  |
| Bryant Gumbel     | önmaga                |                  |
| Karen Lynn Gorney | nő a metróban         |                  |

## Filmzene
1. "The Big Apple Juice" [4:33]
2. "Cirque Du Parte Crasher" [3:29]
3. "Manhattan Tow Truck" [3:06]
4. "Ghetto A La Hollyweird" [2:46]
5. "He Said/She Dead" [2:44]
6. "Big Girls Don't Cry" [2:23]
7. "Where Have You Gone" [2:14]
8. "Transit Authority" [2:08]
9. "Gas Attack" [1:56]
10. "Killer Lang" [1:56]
11. "Smoking Gun II" [1:49]
12. "Top of the World" [1:45]
13. "The Good, the Badge and the Ugly" [1:31]
14. "Runaround Sue" [1:29]

## Bevételi adatok
A film a 3. helyen debütált A bárányok hallgatnak és a New Jack City mögött. Világszerte 65,6 millió dolláros bevételt termelt.